# Fondation française pour l'étude des problèmes humains
La Fondation française pour l’étude des problèmes humains, souvent désignée sous les noms Fondation Alexis Carrel ou Fondation Carrel, est une institution créée à l'initiative du prix Nobel de médecine Alexis Carrel sous le régime de Vichy.

## Historique
Vivant aux États-Unis à l'époque, et ayant atteint la limite d'âge qui lui interdisait de poursuivre ses travaux à l’Institut Rockefeller, Alexis Carrel est rentré en France deux mois avant le début de la Seconde Guerre mondiale. La Fondation Rockefeller avait recruté le médecin lyonnais en 1906, l'amenant à migrer au Rockefeller Institute for Medical Research de New York, jusqu'à sa retraite, en 1939. Revenant s'établir en France en 1941 faute d'avoir pu mener à bien son projet d'institut de l'homme Outre-atlantique, et profitant de la volonté américaine d'améliorer ses liens avec Vichy, Carrel, qui s'était lié avec Pétain lors de la Première Guerre mondiale, et dont le Parti populaire français revendiquait, depuis 1938, le soutien, accepta d'établir la Fondation française pour l'étude des problèmes humains le 17 novembre 1941. La Fondation ambitionne de rendre compte du « composé humain associant l'âme et le corps ». Elle a pour objet : « L'étude, sous tous ses aspects, des mesures les plus propres à sauvegarder, améliorer et développer la population française dans toutes ses activités. »
La Fondation entend initier une nouvelle science de l'homme aux contours très larges : biologie de la lignée, natalité, développement de l'enfance, développement de la jeunesse, habitat, nutrition, biotypologie, psychophysiologie, travail, économie rurale, production, sociologie, économie, finances, droit, assurances. Un des souhaits de Carrel est par ailleurs de rassembler les travaux scientifiques de valeur : trop de chercheurs ignorent les travaux de leurs pairs. Sa mission est « l’étude, sous tous ses aspects, des mesures les plus propres à sauvegarder, améliorer et développer la population française dans toutes ses activités ».
Les premiers chercheurs recrutés s'installent en 1942 dans des locaux vides du CNRS à Meudon Bellevue. L'équipe croît régulièrement pour atteindre 250 chercheurs ; il faut donc déménager, et la Fondation porte son dévolu sur l'Institut Edmond-de-Rothschild, récemment renommé, à la demande du commandement allemand, « Institut de biologie physico-chimique ». Pierre Girard, directeur de cet institut, ne se laisse pas spolier et profite de ses réseaux académiques pour faire échouer ce projet de déménagement. La Fondation doit finalement renoncer au bâtiment convoité et sera alors dispersée entre ses locaux historiques de Meudon et des bureaux annexes situés dans Paris.
Le 1er septembre 1942, moins d'un an après la création de la Fondation, François Perroux, économiste spécialisé dans le corporatisme, est nommé secrétaire général de la Fondation en remplacement de Jacques Ménétrier, et tente d'en régler les dysfonctionnements. Perroux est notamment préoccupé par la qualité médiocre du recrutement des chercheurs et par le déficit de documentation de ses travaux menés — alors même que Carrel rêvait d'un lieu où faire la synthèse des recherches de scientifiques qui travaillent en s'ignorant les uns des autres. Se heurtant aux plus vives difficultés de mise en œuvre de cette organisation, du fait de la maladie de Carrel, absent tout l'été et l'automne 1943, et de l'opposition de son épouse, impliquée inopinément dans la gestion de la Fondation, le professeur de la Sorbonne démissionne le 25 novembre 1943, entraînant avec lui vingt membres de ses équipes.

## Axes de recherche
L'équipe « Travail » crée un centre médical pilote de ce qui deviendra la médecine du travail.
L'équipe « Habitat », à laquelle collabore Le Corbusier comme conseiller technique entre mi-1942 et mi-1944, s'intéresse à l'aménagement des usines.
De grandes enquêtes statistiques, méthode alors méconnue en France, sont menées pour comprendre, notamment, les causes de la dénatalité. Une enquête dite « des 100 000 enfants » est lancée pour évaluer le niveau scolaire des enfants et identifier les lacunes dont ils souffrent.
La Fondation est aussi à l'origine de l'institution du certificat prénuptial (loi du 16 décembre 1942) et du livret scolaire.

## Un héritage embarrassant
L'existence de la Fondation est immédiatement remise en cause par la France de la Libération : le 21 août 1944, Louis Pasteur Valléry-Radot suspend l'activité de la Fondation ; Carrel est démis de ses fonctions (d'une santé défaillante, victime d'une crise cardiaque, il mourra peu après). Son ancien directeur général, François Perroux (dont Carrel s'était séparé en 1943), dénonce la Fondation comme une escroquerie scientifique.
L'institution, marquée par son origine vichyssoise, n'existera plus sous son nom ; une partie de son objet d'étude est préservé. Plusieurs propositions sont étudiées. Finalement, en décembre 1944, alors que Carrel vient de décéder (sans être inquiété par les autorités, Eisenhower ayant reçu l’ordre de « ne pas laisser toucher à Carrel »), 7 % des chercheurs de la Fondation (selon les recherches de Paul-André Rosental dans les fichiers du personnel) sont reclassés pour fonder une nouvelle institution, l'INED d’Alfred Sauvy. D'autres le sont par l’Institut national d’hygiène, futur INSERM, de Robert Debré.
Longtemps occultée, l'histoire de la Fondation d'Alexis Carrel est redécouverte à la publication d'une thèse de doctorat soutenue par Alain Drouard en 1989.

## Membres
Entre autres personnalités engagées dans les travaux de la fondation, on compte Charles Bettelheim, Le Corbusier, Maurice Daumas, Robert Gessain, René Gillouin, Jean-François Gravier, Paul Vincent, Jean Bourgeois-Pichat, Jean Stoetzel, Jean Sutter, Cécile Goldet, Jean Merlet ou Françoise Dolto.